# IDW Publishing
IDW Publishing es una editorial estadounidense de cómics, novelas gráficas, libros de arte y colecciones de tiras de prensa. Fue fundada en 1999 como la división editorial de Idea and Design Works, LLC (IDW) y en 2018 estaba reconocida como la quinta editorial cómics más grande de los Estados Unidos, detrás de Marvel Comics, DC Comics, Dark Horse Comics e Image Comics, mientras que está por delante de editoriales como Archie Comics, Boom! Studios , Dynamite Entertainment, Valiant Comics y Oni Press. La editorial es conocida por sus adaptaciones de cómics con licencia de películas, programas de televisión, videojuegos y dibujos animados.

## Historia
Idea and Design Works (IDW) fue formada en 1999 por cuatro directores y artistas de cómics (Ted Adams, Robbie Robbins, Alex Garner y Kris Oprisko ) que se conocieron trabajando en Wildstorm Productions. Cada uno era socios igualitario y poseía el 25% de la editorial.[cita requerida] Cuando Jim Lee vendió el sello editorial Wildstorm a DC Comics en 1999, Lee transfirió el departamento de servicios creativos a IDW, anteriormente dirigido por Adams, permitiendo que la editorial fuera rentable en su primer año. Con las ganancias del primer año, la editorial decidió financiar un nuevo proyecto cada año.

### Década del 2000
En el año 2000, IDW desarrolló como proyecto un concepto de programa de televisión que llegó a la emisión de un episodio piloto. Para el proyecto de 2001, Ashley Wood, un amigo de Ted Adams, le propuso publicar un libro de arte, dando así origen a IDW Publishing. Este libro de arte, titulado Una Fanta, se publicó en marzo de 2002. Wood convenció a Steve Niles para que enviara algunos de sus guiones rechazados a Adams y este último seleccionó uno, 30 días de oscuridad, para ser adaptado como una miniserie de tres números con arte de Ben Templesmith, publicada en agosto de 2002. Dado que los pedidos anticipados de 30 días de oscuridad fueron bajos, Adams promocionó personalmente el cómic ante el distribuidor y las principales tiendas de cómics; la miniserie pronto ganó popularidad y le siguió Popbot, también de Wood.
En 2007, IDT Corporation compró una participación mayoritaria del 53% en IDW a los fundadores de la empresa reduciendo a Adams y Robbins a propietarios minoritarios y retirando a retirando a Garner y Oprisko. En 2009, IDT aumentó su participación al 76% actual. Poco después, IDT creó CTM Media Holdings a través de un spin-off libre de impuestos, esta nueva empresa estaba compuesta por una participación mayoritaria de IDW y CTM Media Group. Ocho años después, el 3 de abril de 2015, CTM Media Holdings anunció que continuaría sus operaciones bajo un nuevo nombre, pasando a ser IDW Media Holdings, que seguiría conteniendo la participación mayoritaria en IDW y CTM Media Group.
La primera serie de cómics tradicional de IDW, 30 días de oscuridad, creada por Steve Niles y Ben Templesmith, inició una guerra de ofertas millonarias para su adaptación al cine entre DreamWorks, MGM y Senator International, en la que Senator ganó y Sam Raimi se convirtió en productor.
El segundo título de IDW Publishing, Popbot, ganó dos premios Gold Spectrum.
IDW Publishing también ha publicado cómics basados en las franquicias de televisión Star Trek y CSI. Otros cómics con licencia de la compañía incluyen Mars Attacks de Topps, Underworld de Sony, The Shield de FX, 24 y Angel de Fox; Land of the Dead y Shaun of the Dead de Universal Pictures; y Silent Hill, Castlevania, Metal Gear Solid y Speed Racer de Konami. La editorial también ha tenido éxito con la licencia de cómics de las marcas de la compañía de juguetes Hasbro: Transformers (con Takara), G.I. Joe, My Little Pony y Jem and the Holograms. Transformers ha tenido hasta cinco títulos diferentes publicándose al mismo tiempo.
A principios de 2008, la compañía obtuvo la licencia de la serie de televisión Doctor Who de la BBC, lanzando dos títulos simultáneos: Doctor Who Classics, que reimprime tiras de prensa coloreadas, publicadas originalmente a finales de la década de 1970 y principios de la de 1980 por Doctor Who Magazine y Doctor Who: Agent Provocateur, protagonizadas por Doctores anteriores como el Cuarto Doctor y el Quinto Doctor; así como una serie limitada original de seis partes protagonizada por el Décimo Doctor, supervisada y escrita por el editor de guiones de la serie de televisión Gary Russell. Una serie limitada de seis partes titulada Doctor Who: The Forgotten comenzó a mediados de 2008, con el equipo creativo de Tony Lee y Pia Guerra, así como una serie de one-shots mensuales auto conclusivos. En julio de 2009 comenzó Doctor Who, una serie regular protagonizada por el Décimo Doctor, escrita por Tony Lee e ilustrada por un equipo artístico rotativo.
IDW Publishing adquirió la licencia para publicar cómics G.I. Joe en mayo de 2008, anteriormente a cargo de Devil's Due Publishing, y lanzó tres nuevas series bajo la dirección de Andy Schmidt, con escritores como Chuck Dixon, Larry Hama y Christos Gage. Se lanzaron otros cómics para coincidir con el estreno de la película G.I. Joe: The Rise of Cobra en el verano de 2009.
En marzo de 2009, IDW Publishing firmó un acuerdo con Comicmix de Mike Gold para publicar versiones impresas de sus cómics en línea. El acuerdo estipuló que Comicmix debía proporcionar dos cómics al mes para ser publicados por IDW Publishing, así como novelas gráficas y libros de bolsillo según lo demande el mercado. Los libros se han publicado con los logotipos de IDW Publishing y Comicmix en sus portadas. A finales de 2009, el acuerdo había producido versiones impresas de las series Grimjack, The Manx Cat, Ashes of Eden (parte de la serie Jon Sable), Lone Justice de Mark Wheatley y Robert Tinnell, la novela gráfica Demons of Sherwood de Tinnell y Bo Hampton; una novela gráfica que recopila The Original Johnson de Trevor Von Eeden; así como una colección de historias originales de Munden's Bar.
En 2004, 2005 y 2006, IDW Publishing fue nombrada Editorial del Año por Diamond Comic Distributors.

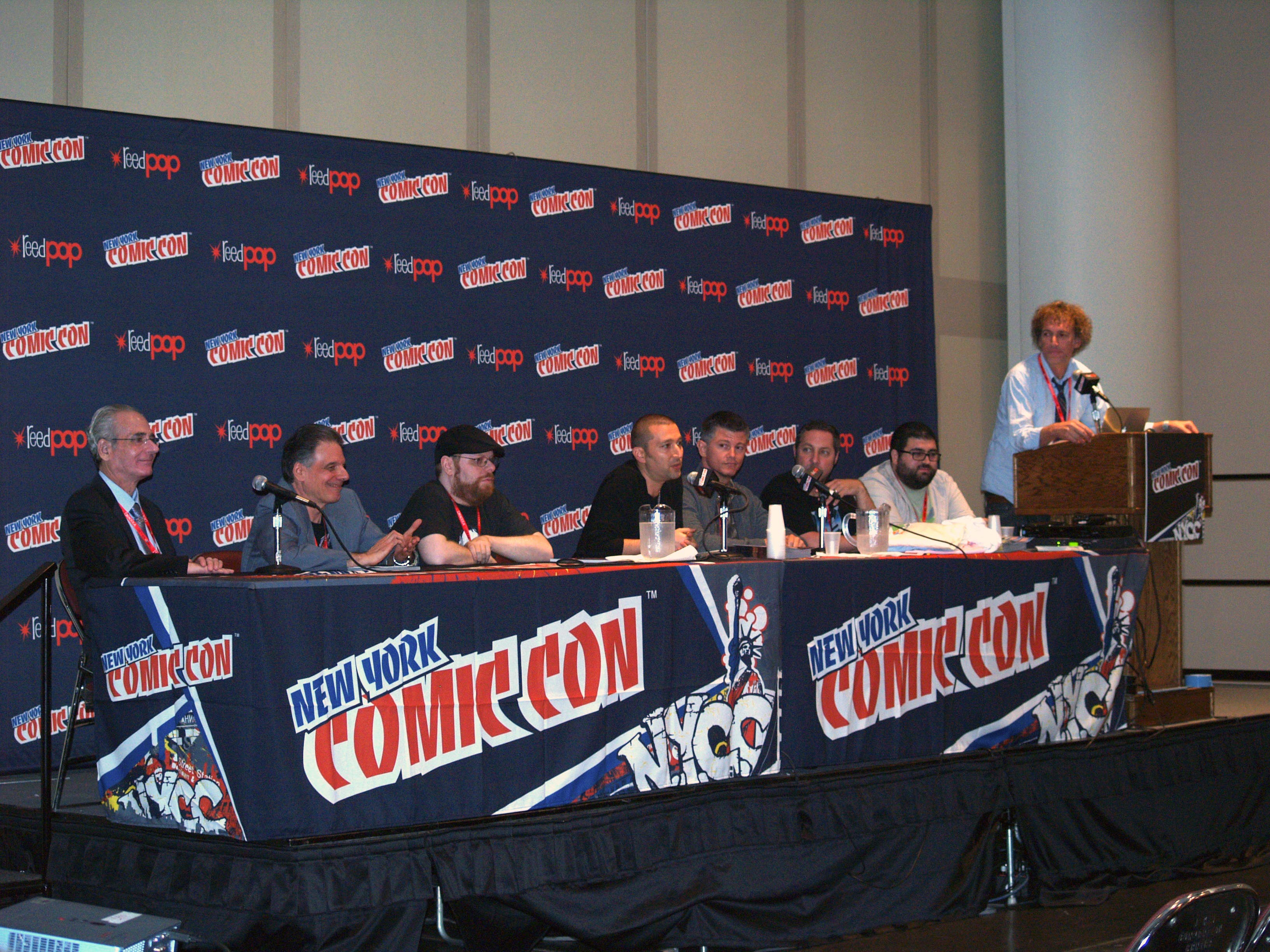
El panel «Creator Visions» («Visiones de creador») de IDW en la Comic Con de Nueva York de 2013. De izquierda a derecha: los escritores Sidney Friedfertig, Gary Gerani, Adadsam Knave, Dan Goldman, M. Zachary Sherman, Jeff Kline y Jason Enright. En el podio se encuentra el vicepresidente de marketing de IDW, Dirk Wood.

En 2010, IDW Publishing publicó la secuela de la serie Phantom Jack de Michael San Giacomo, publicada originalmente por Image Comics, Phantom Jack: The Nowhere Man Agenda. La novela gráfica destaca por presentar la muerte del protagonista, un reportero que puede volverse invisible.[cita requerida]
A finales de 2009, IDW Publishing formó un sello con la desarrolladora de videojuegos EA Games, llamado EA Comics, para centrarse en adaptaciones de los videojuegos de esta última, con títulos que incluían Army of Two y Dragon Age.
En enero de 2011, IDW Publishing anunció una nueva serie de cómics de Dungeons & Dragons, bajo licencia de Hasbro y Wizards of the Coast. Dungeons & Dragons (Fell's Five), se ambientó en la cuarta edición de Dungeons and Dragons y duró 16 números. También se publicaron varias miniseries, como The Legend of Drizzt: Neverwinter Tales, escrita por R.A. Salvatore. Desde 2014, se han publicado seis miniseries de cinco números ambientadas en la quinta edición de Dungeons and Dragons, la sexta, Infernal Tide, se publicó en noviembre de 2019.
En abril de 2011, IDW Publishing adquirió la licencia para publicar nuevas colecciones de los cómics antiguos de las Tortugas Ninja, así como una nueva serie regular que inició en agosto de ese año. En agosto de 2017 se publicó el número 73 de esa serie, convirtiéndose en la serie de cómics de mayor duración en la historia de la franquicia.
El 6 de septiembre de 2011, para el décimo aniversario de los atentados del 11 de septiembre de 2001, IDW Publishing se asoció con Charlie Foxtrot Entertainment y lanzó la novela gráfica Code Word: Geronimo, escrita por el capitán retirado del Cuerpo de Marines de los Estados Unidos Dale Dye y Julia Dye, dibujada por Gerry Kissell con el entintador Amin Amat. Code Word: Geronimo alcanzó el puesto número 22 en la lista de los 100 cómics más vendidos por Diamond Comics en su mes de lanzamiento. Durante ese mismo año, IDW publicó su primer crossover, Infestation.
En marzo de 2012, IDW Publishing anunció que lanzaría nuevos cómics basados en Judge Dredd y El Cuervo. También en 2012, Hasbro dio la licencia para una serie de cómics de My Little Pony: la magia de la amistad y se publicó Infestation 2.
En febrero de 2013, IDW Publishing anunció una asociación con Cartoon Network para publicar cómics basados en la serie de televisión de la cadena y reimprimir cómics más antiguos de Cartoon Network.
El 6 de enero de 2015, IDW Publishing anunció que había adquirido la editorial Top Shelf Productions.
En febrero de 2015, se anunció que IDW Publishing acordó con Disney continuar la publicación de Uncle Scrooge, Donald Duck, Mickey Mouse y Walt Disney's Comics and Stories.
En 2016, IDW lanzó la iniciativa Hasbro Reconstruction para presentar un universo compartido de las marcas de Hasbro, que más tarde fue conocido como Hasbro Comic Book Universe. El primer evento de la iniciativa fue Revolution, seguido de First Strike en 2017 y concluyó con Transformers: Unicron en 2018.
En abril de 2017, IDW Publishing adquirió una licencia de Lucasfilm para producir diversos cómics de Star Wars para todas las edades.
En julio de 2017, Sega anunció una asociación con IDW para publicar cómics basados en Sonic the Hedgehog a partir de 2018, luego de que terminó la publicación de la serie de Archie Comics. IDW también lanzó un nuevo sello editorial llamado Black Crown para publicar cómics propiedad de sus creadores.
En abril de 2018, IDW Publishing y Oni Press anunciaron un crossover entre los cómics de Rick y Morty y Dungeons & Dragons coescrito por Jim Zub y Patrick Rothfuss con arte de Troy Little. La miniserie de cuatro números, Rick and Morty vs. Dungeons & Dragons, fue lanzada en agosto de 2018. En mayo de 2019, se anunció una secuela: Rick and Morty vs. Dungeons & Dragons: Chapter II: Painscape, escrita por Jim Zub y Sarah Stern con arte de Troy Little.
En 2019, la empresa pasó por dificultades financieras y recibió asesoría de JPMorgan Chase para ser rentable.
En mayo de 2019, IDW se ofreció como inversor en Clover Press, una nueva editorial independiente fundada por Ted Adams (cofundador y exdirector ejecutivo de IDW) y Robbie Robbins (cofundador, exvicepresidente ejecutivo y exdirector de arte de IDW).
En julio de 2019, se anunció que IDW Publishing había adquirido la editorial de tiras de prensa dominicales clásicas Sunday Press Books.

### Década de 2020
Entre abril y mayo de 2020, durante la pandemia de COVID-19, IDW se vio obligada a suspender y luego despedir a varios empleados, entre ellos al editor en jefe Denton Tipton, al editor asociado David Hedgecock, al artista gráfico sénior Gilberto Lazcano, a la diseñadora gráfica sénior Christa Miesner y al gerente de marca y marketing Spencer Reeve. En julio de 2020, Chris Ryall anunció que dejaría su puesto de presidente, editor y director creativo para lanzar un nuevo sello llamado Syzygy Publishing, pero seguiría siendo editor de futuros proyectos de Locke & Key. Jerry Bennington fue ascendido a presidente, Nachie Marsham fue ascendida a editora y Rebekah Cahalin fue ascendida a gerente general y vicepresidenta ejecutiva de operaciones de IDW Publishing, mientras que Veronica Brooks fue ascendida a vicepresidenta de asuntos creativos.
Alrededor de 2021, IDW anunció que la licencia de cómics de Disney pasaría a Marvel Comics, mientras que la licencia de Star Wars de Lucasfilm regresaría a Dark Horse Comics. En septiembre de 2021, IDW anunció cambiaría de distribuidora, de Diamond Comic Distributors a Penguin Random House. En diciembre de 2021, The Library of American Comics anunció que se mudaría a Clover Press. Ese mismo mes, John Barber anunció que dejaría el cargo de editor en jefe.
En enero de 2022, IDW anunció que perdería las licencias de los cómics de Transformers y G.I- Joe para finales de ese año, pero continuaría publicando otras licencias de Hasbro como My Little Pony y Dungeons & Dragons de Wizards of the Coast.
En abril de 2023, IDW redujo en 39% su personal y se convirtió en una empresa privada al retirarse de la Bolsa de Nueva York; la editorial también reestructuró su alta dirección y sus acciones tuvieron una caída de casi 50% de su valor.
El 16 de octubre de 2024, IDW anunció un cambio de marca con un nuevo logotipo.
En marzo de 2025, IDW anunció una asociación para distribuir títulos de Alien Books.

## Sellos editoriales
IDW tiene varios sellos editoriales que ha desarrollado o adquirido:

### Actuales
- Blue Dream Studios[55]
- EA Comics
- IDW Dark[56]
- Sunday Press Books[57]
- Top Shelf Productions
- Worthwhile Books[58]
- Yoe Books

### Anterior
- Black Crown
- The Library of American Comics (movido a Clover Press)[49]

## Publicaciones

### Yoe Books
- The Creativity of Ditko
- Barney Google: Gambling, Horse Races & High-Toned Women
- The Carl Barks' Big Book of Barney Bear
- The Complete Milt Gross
- Dan DeCarlo's Jetta
- Dick Briefer's Frankenstein (The Chilling Archives of Horror Comics)
- Felix the Cat's Greatest Comic Book Tails
- The Golden Collection of Klassic Krazy Kool Kids Komics
- The Great Treasury of Christmas Comic Book Stories
- Krazy & Ignatz: Tiger Tea
- Bob Powell's Terror (The Chilling Archives of Horror Comics)
- Popeye: The Great Comic Book Tales by Bud Sagendorf
- Zombie (The Chilling Archives of Horror Comics)

## Adaptaciones en otros medios
- 30 Days of Night (Columbia Pictures)
- CVO: Covert Vampiric Operations — Rogue State (Konami)[59]
- Locke & Key (serie de televisión, Netflix, 2020–2022)[60]
- October Faction (serie de televisión, Netflix, 2019)
- Transformers: Movie Prequel
- V Wars (serie de televisión, Netflix)[61]
- Wynonna Earp (serie de televisión, Syfy, 2016–2021)[62]

### Proyectos planeados
- Aleister Arcane[63][64]
- Brooklyn Animal Control[65][66]
- Darkness Visible[67]
- The Suicide Forest[68]